# خاکوبو آربنز
خاکوبو آربنز یوزمن (به اسپانیایی: Jacobo Árbenz Guzmán) (زاده ۱۴ سپتامبر ۱۹۱۳ – درگذشته ۲۷ ژانویه ۱۹۷۱)، با نام مستعار بلوند گنده (به انگلیسی: The Big Blonde) افسر ارتش گوآتمالا و سیاستمدار مترقی که از تاریخ ۱۹۵۱ تا ۱۹۵۴ میلادی به عنوان رئیس جمهور گوآتمالا فعالیت کرد. پیش از آن نیز از تاریخ ۱۹۴۴ تا ۱۹۵۱ به عنوان وزیر دفاع فعالیت داشت. او یکی از چهره‌های اصلی انقلاب گوآتمالا بود.